# Александър фон Бурнонвил
Александър фон Бурнонвил (Alexander von Bournonville) с рождено име Alexander II Hyppolite, Prince de Bournonville (5 януари 1616 – 20 август 1690) е фламандски благородник, родом от Брюксел. Заема висши управленски постове в Испанската империя – губернатор на Каталония (1678 – 1685) и на Навара (1686 - 1691), но е по-известен с военната си кариера. Бил е фелдмаршал в Свещената римска империя. След като учи в Париж, се връща в родината си и се включва в последните сражения от Тридесетгодишната война. От 1641 г. командва полк под началството на фон Мерси, и участва във втората битка при Ньордлинген (1645). Там се бие смело, пленява знамена и е ранен, а след смъртта на началника му организира оттеглянето на разбитата му армия. През 1648 г. има успехи при Мепен и Падерборн и е издигнат в чин генерал.
През 1650 г. Бурнонвил се включва със собствен контингент в армията на Великия Конде, която воюва с кралските войски по време на Фрондата. Участва и в последвалите военни действия по време на Френско-испанската война – при отбраната на Арас (1554) и Валансиен. След Пиренейския мирен договор испанският крал го издига в титлата принц.
Той отново е на бойното поле, когато започва Холандската война. Повикан в Брюксел, получава чин фелдмаршал и се включва в армията на бранденбургския курфюрст Фридрих-Вилхелм. По-известно е участието му в армията на Раймондо Монтекуколи, който воюва с французите (маршал Тюрен) край Рейн. Заедно обсаждат Бон. Когато през юни 1674 г. Тюрен побеждава имперската армия при Зинсхайм, Бурнонвил събира останките и със сериозни подкрепления навлиза в Елзас. Там не се оставя да бъде победен в битката при Енцхайм (октомври 1674), но в началото на следващата година губи при Тюркхайм и предпочита да се върне на изток от Рейн. След този неуспех принцът е повикан от испанското правителство в Каталония, после е изпратен да потуши Месинското въстание. С това военните му ангажименти приключват, а остатъка от живота си прекарва на управленски постове.